# Trofeo Alfredo Binda - Comune di Cittiglio
Il Trofeo Alfredo Binda - Comune di Cittiglio è una corsa in linea femminile di ciclismo su strada che si tiene ogni marzo nei dintorni del comune di Cittiglio, in Italia. Organizzata per la prima volta nel 1974, dal 2016 fa parte del calendario del Women's World Tour.

## Storia
La corsa, intitolata ad Alfredo Binda, grande campione del ciclismo italiano fra gli anni '20 e '30, si svolse per la prima volta nel 1974 come gara regionale. La prima edizione fu vinta dalla lecchese Giuseppina Micheloni; la seguirono nell'albo d'oro dei decenni seguenti nomi di rilievo del ciclismo italiano come Morena Tartagni, Lucia Pizzolotto, Maria Canins, Elisabetta Fanton, Valeria Cappellotto e Fabiana Luperini. Nel 1985 il Trofeo fu valido per l'assegnazione del titolo italiano su strada.
La corsa non venne disputata nel 1997 e nel 1998. Dal 1999 ha ripreso a svolgersi ininterrottamente come gara nazionale sotto il patrocinio del comune di Cittiglio e della Società Ciclistica Caravatese Inda, e nel 2007 è stata promossa a gara internazionale UCI, venendo trasmessa in diretta sulle reti Rai. Nel 2008 l'organizzazione è passata alla Cycling Sport Promotion di Mario Minervino: proprio a partire da quell'anno la corsa, affermatasi a livello assoluto, è stata inclusa nel calendario di Coppa del mondo, risultando essere, anche a seguito della soppressione della Primavera Rosa, l'unica prova italiana in programma. Dal 2016 il Trofeo Binda è parte del calendario del Women's World Tour, che ha sostituito quello di Coppa del mondo, come prova di classe 1.WWT.
Plurivincitrice della corsa è Marianne Vos, con quattro successi, nel 2009, 2010, 2012 e 2019. Le britanniche Nicole Cooke, Emma Pooley ed Elizabeth Deignan si sono imposte ciascuna per due volte.

## Percorso
Il percorso di gara è interamente in provincia di Varese, nello scenario della Valcuvia, tra il Lago Maggiore, il Monte Sasso del Ferro e il Monte Nudo. L'arrivo è tipicamente posto a Cittiglio, mentre la sede di partenza dal 2017 è posta a Taino, dal 2021 a Cocquio Trevisago e dal 2023 a Maccagno con Pino e Veddasca.

## Albo d'oro
Aggiornato all'edizione 2025.
| Anno    | Vincitrice                                   | Seconda                                      | Terza                                        |
| ------- | -------------------------------------------- | -------------------------------------------- | -------------------------------------------- |
| 1974    | Giuseppina Micheloni                         |                                              |                                              |
| 1975    | Nicole Van Den Broek                         |                                              |                                              |
| 1976    | Morena Tartagni                              |                                              |                                              |
| 1977    | Nicoletta Castelli                           |                                              |                                              |
| 1978    | Emanuela Menuzzo                             |                                              |                                              |
| 1979    | Anna Morlacchi                               |                                              |                                              |
| 1980    | Francesca Galli                              |                                              |                                              |
| 1981    | Emanuela Menuzzo                             |                                              |                                              |
| 1982    | Lucia Pizzolotto                             |                                              |                                              |
| 1983    | Michela Tomasi                               |                                              |                                              |
| 1984    | Maria Canins                                 |                                              |                                              |
| 1985    | Maria Canins                                 |                                              |                                              |
| 1986    | Stefania Carmine                             |                                              |                                              |
| 1987    | Rossella Galbiati                            |                                              |                                              |
| 1988    | Elisabetta Fanton                            |                                              |                                              |
| 1989    | Elisabetta Fanton                            |                                              |                                              |
| 1990    | Maria Canins                                 |                                              |                                              |
| 1991    | Maria Paola Turcutto                         |                                              |                                              |
| 1992    | Maria Canins                                 |                                              |                                              |
| 1993    | Roberta Ferrero                              | Mara Calliope                                | Lucia Pizzolotto                             |
| 1994    | Fabiana Luperini                             | Lucia Pizzolotto                             | Katia Longhin                                |
| 1995    | Valeria Cappellotto                          | Alessandra Cappellotto                       | Imelda Chiappa                               |
| 1996    | Valeria Cappellotto                          | Imelda Chiappa                               | Diana Žiliūtė                                |
| 1997-98 | Non disputato                                | Non disputato                                | Non disputato                                |
| 1999    | Fany Lecourtois                              | Mari Holden-Paulsen                          | Pia Sundstedt                                |
| 2000    | Fabiana Luperini                             | Pia Sundstedt                                | Fany Lecourtois                              |
| 2001    | Nicole Brändli                               | Noemi Cantele                                | Diana Žiliūtė                                |
| 2002    | Svetlana Bubnenkova                          | Regina Schleicher                            | Zinaida Stahurskaja                          |
| 2003    | Diana Žiliūtė                                | Valentina Karpenko                           | Alison Wright                                |
| 2004    | Oenone Wood                                  | Olivia Gollan                                | Noemi Cantele                                |
| 2005    | Nicole Cooke                                 | Katia Longhin                                | Miho Oki                                     |
| 2006    | Regina Schleicher                            | Diana Žiliūtė                                | Katia Longhin                                |
| 2007    | Nicole Cooke                                 | Giorgia Bronzini                             | Martina Corazza                              |
| 2008    | Emma Pooley                                  | Suzanne de Goede                             | Diana Žiliūtė                                |
| 2009    | Marianne Vos                                 | Emma Johansson                               | Kristin Armstrong                            |
| 2010    | Marianne Vos                                 | Martine Bras                                 | Emma Johansson                               |
| 2011    | Emma Pooley                                  | Emma Johansson                               | Annemiek van Vleuten                         |
| 2012    | Marianne Vos                                 | Tatiana Guderzo                              | Trixi Worrack                                |
| 2013    | Elisa Longo Borghini                         | Emma Johansson                               | Ellen van Dijk                               |
| 2014    | Emma Johansson                               | Elizabeth Armitstead                         | Alena Amjaljusik                             |
| 2015    | Elizabeth Armitstead                         | Pauline Ferrand-Prévot                       | Anna van der Breggen                         |
| 2016    | Elizabeth Armitstead                         | Megan Guarnier                               | Jolanda Neff                                 |
| 2017    | Coryn Rivera                                 | Arlenis Sierra                               | Cecilie Uttrup Ludwig                        |
| 2018    | Katarzyna Niewiadoma                         | Chantal Blaak                                | Marianne Vos                                 |
| 2019    | Marianne Vos                                 | Amanda Spratt                                | Cecilie Uttrup Ludwig                        |
| 2020    | annullato a causa della Pandemia di COVID-19 | annullato a causa della Pandemia di COVID-19 | annullato a causa della Pandemia di COVID-19 |
| 2021    | Elisa Longo Borghini                         | Marianne Vos                                 | Cecilie Uttrup Ludwig                        |
| 2022    | Elisa Balsamo                                | Sofia Bertizzolo                             | Soraya Paladin                               |
| 2023    | Shirin van Anrooij                           | Elisa Balsamo                                | Vittoria Guazzini                            |
| 2024    | Elisa Balsamo                                | Lotte Kopecky                                | Puck Pieterse                                |
| 2025    | Elisa Balsamo                                | Kata Blanka Vas                              | Cat Ferguson                                 |